# Teresa Mateo
Teresa Mateo Marcos (Murcia, 12 de octubre de 1984) es una poeta y aforista española.  

## Trayectoria
Teresa nació en Murcia el 12 de octubre de 1984. Completó sus estudios de Arte Dramático de 2003 a 2007 en la Escuela Superior de Arte Dramático de Murcia, con un máster de Danza  y Artes del Movimiento (2009). En 2010, estudió el grado de Trabajo Social en la Universidad de Murcia, finalizando en 2014. 
Ha participado en diversos recitales y proyectos colectivos, como en los lunes literarios en el bar Zalacaín de Murcia (2015), el festival Índice celebrado en el museo de arte contemporáneo Tenerife Espacio de las Artes en Tenerife (2018) y en el Festival Internacional de Literatura de Viajes y Aventuras en el Puerto de la Cruz (2020).
Colaboró además en el recital organizado por Casa América en 2021, con ocasión del Día Mundial de la Poesía, homenajeando especialmente a los veinte poetas latinoamericanos galardonados con el Premio Casa de América de Poesía entre 2001 y 2020 compartiendo escenario con Luna Miguel y Guillermo Galván.  
También ha participado en la creación de diversas antologías como Doce veces un año, de la editorial ARL, Contra. Poesía ante la represión (2016), de la que forman parte autores como Ana Pérez Cañamares, Jorge Riechmann o Marcos Ana, así como en Verdad y media.  Antología de aforismos españoles del siglo XXI (La isla de Sistolá, 2017). En 2018, Teresa contribuyó con sus poemas en El amor es chulo, un proyecto que combina la nueva poesía con el feminismo para desmitificar el amor romántico. En 2019, se publicó la antología Ets tu, poesía de la editorial Mueve tu lengua, con la participación de más de veinte poetas.

## Obra
- 2015 – Cuando nos repartimos los bares. Frida Ediciones. ISBN 9788494398940.[7][8]
- 2016 – Las margaritas no tienen la culpa. Editorial Balduque. ISBN 9788494564635.[9]
- 2018 – 52 hercios. Copelia Ediciones. ISBN 9788494757525.[10]